# 北島寿典
北島 寿典（きたじま ひさのり、1984年10月16日 - ）は、日本の元陸上競技選手。専門は長距離走・マラソン。安川電機陸上部所属。2016年リオデジャネイロオリンピック男子マラソン日本代表。

## 経歴
滋賀県甲賀郡水口町（現在の甲賀市）で生まれ、幼少時に群馬県前橋市に転居した。前橋市立第七中学校⇒群馬県立中央高等学校⇒東洋大学出身。中学校時代は水泳部で活動しており、高等学校入学後に陸上競技を本格的に始める。高校時代は全国高等学校駅伝競走大会への出場はなかったが、天皇盃全国都道府県対抗男子駅伝競走大会には2年連続出場した経験があり、第7回（2002年）大会で5区、第8回大会（2003年）で1区をそれぞれ走っている。
東洋大学に進学した後、東京箱根間往復大学駅伝競走には3年次と4年次の2回出場しており、4年次（第83回大会）の8区で区間賞を獲得した。
2015年2月8日に行われた第53回延岡西日本マラソンで初マラソンを走り、2時間12分28秒のタイムで優勝した。また、同年9月のシドニーマラソンでも2時間12分44秒で優勝を果たし、初マラソンから2大会連続での優勝となった。
2016年元日の全日本実業団駅伝では最長区間4区を区間6位でまとめ、安川電機の8位入賞に貢献した。
同年3月6日の第71回びわ湖毎日マラソンには一般参加選手として出場。レース後半まで粘り強く走り、40km過ぎで石川末廣を追い抜き日本人トップに立ち、さらにゴール前でアルフォンス・フェリクス・シンブ（タンザニア）を交わして、自身初めての「サブテン」をマークする2時間9分16秒で総合2位に食い込みリオデジャネイロオリンピック男子マラソン競技日本代表選手選出レースに名乗りを上げることになった（兼第100回日本陸上選手権・男子マラソンでは優勝）。
第71回びわ湖毎日マラソンにおいて日本人トップという好成績を収めた後、派遣設定タイム（2時間6分30秒）をクリア出来なかったという理由から当初は優先的には選出されていなかったが、最終的には2016年8月開催のリオデジャネイロオリンピック男子マラソン競技日本代表選手へ正式に初選出された。なお、安川電機の所属選手としては前回2012年のロンドンオリンピック男子マラソンで6位入賞を果たした中本健太郎に次いで2大会連続の五輪日本代表入りとなった。
しかしリオ五輪前の練習中、左アキレス腱を痛めてしまいながらも、リオ五輪・男子マラソンに強行出場。だが序盤の2Km過ぎで早々先頭争いから脱落する苦しいレースとなり、何とか完走は果たしたものの、結局94位と惨敗だった。
2023年3月1日に安川電機陸上部を退部し引退を表明した後、希望が丘高等学校駅伝部コーチに就任。2024年の北九州マラソンでは2時間15分36秒で優勝している。

## 自己ベスト記録
- 5000m - 13分54秒14
- 10000m - 28分08秒53
- ハーフマラソン - 1時間2分50秒
- マラソン - 2時間9分16秒（2016年3月6日　びわ湖毎日マラソン）

## 主な成績（マラソン以外）
- 2007年 第83回東京箱根間往復大学駅伝競走 8区区間賞
- 2008年 第52回全日本実業団駅伝 6区区間3位
- 2011年 第55回全日本実業団駅伝 3区区間2位
- 2012年 第96回日本陸上競技選手権大会 10000m 8位
- 2013年 第57回全日本実業団駅伝 3区区間3位
- 2014年 第51回九州実業団毎日駅伝 1区区間賞
- 2016年 第60回全日本実業団駅伝 4区区間6位

## マラソン全成績
| 年月          | 大会                         | 順位 | 記録          | 備考                                                           |
| ------------- | ---------------------------- | ---- | ------------- | -------------------------------------------------------------- |
| 2015年2月8日  | 延岡西日本マラソン           | 優勝 | 2時間12分28秒 | 初マラソン・初優勝                                             |
| 2015年9月20日 | シドニーマラソン             | 優勝 | 2時間12分44秒 | マラソン2連覇                                                  |
| 2016年3月6日  | びわ湖毎日マラソン           | 2位  | 2時間09分16秒 | 自己記録・日本人首位・2016年リオデジャネイロオリンピック選考会 |
| 2016年8月21日 | リオデジャネイロオリンピック | 93位 | 2時間25分11秒 | 日本人では三番手                                               |